# Marco Vinício (cônsul em 19 a.C.)
Marco Vinício (em latim: Marcus Vinicius ou Marcus Vinucius; m. depois de 4 d.C.) foi um político e proeminente general romano da gente Vinícia que foi cônsul em 19 a.C. juntamente com Quinto Lucrécio Vespilão.

## Carreira
Vinício era filho de um equestre em Cales, na região de Lácio e Campânia da Itália romana. Ele se destacou como legado imperial da província da Gália Bélgica em 25 a.C., quando liderou uma vitoriosa campanha na Germânia.
Em algum momento, Vinício pode ter sido também governador da província da Acaia. Uma inscrição encontrada em Corinto, datada do período entre 18 e 12 a.C., em homenagem ao braço-direito de Augusto, Marco Vipsânio Agripa, revela que uma divisão administrativa da cidade havia sido batizada de "tribus Vinicia", aparentemente em homenagem a Vinício.
Em reconhecimento aos seus serviços, Vinício, um típico homem novo da época, foi nomeado cônsul sufecto em 19 a.C. no lugar de Caio Sêncio Saturnino para um mandato em conjunto com Quinto Lucrécio Vespilão.
Depois do consulado, Vinício continuou sendo encarregado de importantes comandos militares. Ele serviu como governador de Ilírico entre 14 e 13 a.C., logo no começo de uma série de revoltas que foram chamadas pelas fontes romanas de "bellum Pannonicum". O comando da guerra foi transferido por Augusto para Marco Vipsânio Agripa no final de 13 a.C. Uma inscrição encontrada em Túsculo diz "...propretor de César Augusto em [Ilírico; ele foi o primeiro a avançar] além do rio Danúbio; ele [derrotou] o exército de [dácios] e bastarnos em combate; ele trouxe os cotínios, [ósios] [...] e anartii [para o domínio do imperador César] Augusto [e do povo romano]".
Entre 1 e 4 d.C., Vinício comandou cinco legiões estacionadas na Germânia e com elas obteve vitórias suficientes para lhe valer a ornamenta triumphalia.
Por toda sua vida, Vinício parece ter gozado de uma amizade próxima com o imperador. O historiador Suetônio cita uma carta de Augusto na qual ele fala sobre jogar dados com Vinício e seu companheiro homem novo Públio Sílio Nerva.

## Família
Vinício teve um filho, Públio Vinício, que foi cônsul em 2 d.C.. Seu neto, Marco Vinício, foi cônsul em 30 e se casou com Júlia Lívila, a filha de Germânico, herdeiro aparente e sobrinho de Tibério.